# Републикански път III-8601
Републикански път IIІ-8601 е третокласен път, част от Републиканската пътна мрежа на България, преминаващ изцяло по територията на Пловдивска област, Община Родопи. Дължината му е 1,9 km и е най-късият Републикански път в България след Републикански път III-513.
Пътят се отклонява наляво при 18,9 km на Републикански път II-86 срещу главният портал на КЦМ, насочва се на североизток и след 1,9 km завършва пред терминала на Летище Пловдив.